# Chileomma chilensis
Chileomma chilensis là một loài nhện trong họ Gnaphosidae.
Loài này thuộc chi Chileomma. Chileomma chilensis được miêu tả năm 2005 bởi Norman I. Platnick, Mohammad U. Shadab & Sorkin.